# Ducado de Arjona
El ducado de Arjona es un título nobiliario español originario del reino de Castilla y que fue concedido por primera vez en 1423 por el rey Juan II de Castilla a favor de su primo, Fadrique Enríquez de Castilla, que era bisnieto del rey Alfonso XI de Castilla y conde de Trastámara, Lemos Sarria y pertiguero mayor de Santiago.
El título alude al municipio de Arjona, que está situado en la provincia de Jaén (España).

## Duques de Arjona
|                                 | Titular                          | Periodo              |
| Creación por Juan II            | Creación por Juan II             | Creación por Juan II |
| ------------------------------- | -------------------------------- | -------------------- |
| I                               | Fadrique Enríquez de Castilla    | 1427-1430            |
| Rehabilitación por Alfonso XIII |                                  |                      |
| II                              | Jacobo Fitz-James Stuart y Falcó | 1902-1953            |
| III                             | Cayetana Fitz-James Stuart       | 1955-2013            |
| IV                              | Cayetano Martínez de Irujo       | 2013-actual titular  |

## Historia
El duque Fadrique Enríquez era el hijo y heredero de Pedro Enríquez de Castilla, que era nieto de Alfonso XI y llegó a ser conde de Trastámara, Lemos, Sarria, Viana y El Bollo, condestable de Castilla, pertiguero mayor de Santiago y comendero mayor del obispado de Mondoñedo y de otros muchos monasterios gallegos.
A la muerte del conde Pedro Enríquez, que falleció en la ciudad de Orense el 2 de mayo de 1400, su hijo Fadrique Enríquez heredó los condados de Trastámara y Lemos y el señorío de Sarria, entre otros muchos, como señaló Franco Silva, y fray Malaquías de la Vega señaló que el 22 de mayo de 1400 el rey Enrique III de Castilla le confirmó el título de conde de Trastámara, y dicho autor basó sus afirmaciones, como destacó Muñoz Gómez, en numerosos documentos desaparecidos del antiguo archivo de los condes de Lemos.
El 1 de septiembre de 1423, en Cigales, el conde Fadrique Enríquez fue nombrado duque de Arjona por el rey Juan II de Castilla, y ese mismo año fue nombrado pertiguero mayor de Santiago por el arzobispo de Santiago de Compostela, Lope de Mendoza, por lo que pasó a ser el magnate «más poderoso» del reino de Galicia, como señaló, Franco Silva, aunque González-Doria señaló erróneamente que recibió el título ducal el 1 de septiembre de 1427.
Junto con el título de duque de Arjona Fadrique Enríquez recibió la propia villa de Arjona y también la de Arjonilla, que habían pertenecido al condestable Ruy López Dávalos, y en 1423 también recibió en tierras jienenses las de Jódar, Lahiguera y Jimena.
Pero en 1429 el duque Fadrique fue apresado por orden del rey Juan II de Castilla y a continuación despojado de todos sus títulos y posesiones,. Murió a finales de marzo de 1430 en el castillo de Peñafiel. Unos sospechan que pudo haber sido asesinado por orden del rey pero otros afirman que murió por causas naturales.
La mayoría de los historiadores afirman que tras ser confiscado a Fadrique Enríquez, el ducado de Arjona pasó a manos de Fadrique de Aragón, que era nieto del rey Martín I de Aragón y conde de Luna,. No obstante, Calderón Ortega afirmó que la donación de Arjona al conde de Luna, que le fue entregada por Juan II el 24 de agosto de 1430, no incluyó la concesión del título de duque. Calderón Ortega basó su hipótesis en el hecho de que cuando el 12 de abril de 1431 Fadrique de Aragón otorgó una «escritura de poder» para tomar posesión de la villa de Arjona, fue mencionado en la misma con los títulos de conde de Luna y señor de Arjona, Segorbe y otras villas pero no con el de duque de Arjona. Y el otro argumento de Calderón Ortega es que cuando en 1902 el título fue rehabilitado a favor del duque de Alba por ser descendiente del duque Fadrique Enríquez, pasó a ser el segundo duque de Arjona por considerarse que Fadrique Enríquez había sido el «primer y único» titular del ducado.

## Rehabilitación del título (1902)
El decimoséptimo duque de Alba, Jacobo Fitz-James Stuart y Falcó, presentó por escrito una solicitud el 5 de abril de 1902, durante el reinado de Alfonso XIII, para que se le concediera el título de duque de Arjona, alegando que él era el heredero de la Casa de Lemos y que el título había estado unido a dicha casa y que no había sido ni «suprimido» ni tampoco había expirado. Y el 27 de agosto de 1902 se expidió la carta de sucesión en el título a favor del mencionado aristócrata.
El duque Jacobo aprovechó su amistad con el rey para rehabilitar el título y así pretender ostentar el ducado más antiguo de Castilla, honor que realmente tiene el ducado de Medina Sidonia. Jacobo Fitz-James Stuart transmitió el título de duque de Arjona a su hija, Cayetana Fitz-James Stuart, duquesa de Alba. 
El 18 de febrero de 1955 se expidió carta de sucesión del ducado de Arjona a favor de la duquesa de Alba, como señaló González-Doria, Y el 26 de abril de 2013 la duquesa cedió el título a su hijo Cayetano Martínez de Irujo.